# Necroforesi
La necroforesi (del grec "necros", mort, i "foresis", portar) és una conducta trobada en insectes eusocials que consisteix en la "evacuació del niu dels membres morts d'una colònia". Aquesta conducta higiènica és executada per treballadors especialitzats (i en un cas registrat les pròpies reines) que reconeixen als morts per senyals químiques.
Les reines de l'espècie de formigues Lasius niger retiren cofundadores mortes.